# Estación de Kemijärvi
La estación ferroviaria de Kemijärvi (en finés: Kemijärven rautatieasema) está situada en Kemijärvi, ciudad perteneciente al municipio homónimo situado en la región de Laponia, Finlandia. Fue inaugurada en 1934 cuando el ferrocarril se extendió desde Rovaniemi, y está situada en la línea que une Laurila con Kelloselkä.

## Características
En la estación se extienden un total de 7 vías, de las cuales solo 1 de ellas es para el uso de viajeros. Todas las restantes se usan para aparcar trenes en espera de un servicio, sobre todo trenes de mercancías procedentes o con destino Salla. Una de las vías cuenta con una rampa para cargar las plataformas portaautomóviles del servicio autoexpreso que ofrece la VR —compañía que opera la estación— entre Kemijärvi y Helsinki. Al igual que ocurre en otras pequeñas estaciones, el andén para viajeros no está elevado, lo cual impide el acceso al tren a las personas con movilidad reducida incluso a los coches con piso bajo; para permitir que estas personas puedan subir y bajar de los trenes, la VR ofrece un servicio de asistencia que tiene que ser avisado al menos 48 horas antes de la salida del tren.
El edificio está dotado de un punto de información al viajero, una sala de espera y unos aseos; además se pueden encontrar unas consignas para guardar equipajes, que se habilitan para guardar también esquís durante el invierno y la época de nieve. Para la compra de billetes se puede acudir a las taquillas o bien utilizar las máquinas autoventa. Junto al edificio hay un aparcamiento gratuito para vehículos, que posee tomas de corriente para los calefactores que previenen la congelación de los líquidos de los automóviles cuando las temperaturas son muy bajas; estos no son gratuitos. Para las bicicletas también existe un pequeño aparcamiento.

### Servicios ferroviarios
En cuanto a trenes de viajeros, por la estación de Kemijärvi solo circulan 2 trenes al día, ambos son nocturnos y de larga distancia, denominados Pikajuna, y conectan directamente la ciudad con Helsinki. La VR ofrece además un servicio de autobús que permite llegar hasta Rovaniemi y allí coger, con enlace garantizado, otros trenes diurnos que llevan hasta Oulu, Kokkola y Kuopio. Todas las ciudades intermedias en cada recorrido están también unidas directamente con Kemijärvi.
En lo que se refiere a trenes de mercancías, circulan trenes madereros con destino o procedentes de Salla.

## Problemas eléctricos, historia y modernización
La estación carece de electrificación, lo cual le ha hecho pasar por ciertos momentos de declive. El 2 de septiembre de 2006, el tren que unía la ciudad con Helsinki, comenzó a utilizar unos nuevos coches-cama que, según la VR, no podían ser conectados con las locomotoras diésel que son necesarias para llegar a Kemijärvi, ya que estas no estaban preparadas para suministrar climatización a tales coches. Este hecho, unido a la baja ocupación del tren entre Rovaniemi y Kemijärvi, ocasionó que el tren Helsinki-Rovaniemi-Kemijärvi se quedase solo como Helsinki-Rovaniemi y los trenes dejasen de llegar hasta la ciudad. Tras una reforma en las locomotoras diésel, dichos coches-cama ya podían circular unidos a ellas, lo cual permitió que entre el 29 de febrero y el 1 de marzo de 2008 se restableciera el servicio ferroviario en la estación, asegurando de nuevo el futuro de la línea férrea hasta la ciudad.